# Мель, Габриэле
Габриэле Мель (нем. Gabriele Mehl; род. 25 февраля 1967, Хагенбах, Гермерсхайм) — немецкая гребчиха, выступавшая за сборные ФРГ и объединённой Германии по академической гребле в конце 1980-х — начале 1990-х годов. Бронзовая призёрка летних Олимпийских игр в Барселоне, обладательница серебряной и бронзовой медалей чемпионатов мира, победительница многих регат национального и международного значения.

## Биография
Габриэле Мель родилась 25 февраля 1967 года в городе Хагенбах, ФРГ. Проходила подготовку в Эссене в гребном клубе, расположенном на водохранилище Бальденайзе.
Впервые заявила о себе в гребле в сезоне 1987 года, когда выиграла серебряную медаль на чемпионате ФРГ в зачёте распашных безрульных двоек. Попав в основной состав западногерманской национальной сборной, выступила на чемпионате мира в Копенгагене, где заняла пятое место в восьмёрках.
Благодаря череде удачных выступлений удостоилась права защищать честь страны на летних Олимпийских играх 1988 года в Сеуле — стартовала здесь в программе восьмёрок, расположившись в итоговом протоколе соревнований на седьмой строке.
Первого серьёзного успеха на взрослом международном уровне добилась в сезоне 1990 года, когда побывала на мировом первенстве в Тасмании и привезла оттуда награду серебряного достоинства, выигранную в зачёте безрульных четвёрок — в финале её обошёл только экипаж из Румынии.
Начиная с 1991 года представляла сборную объединённой Германии, в частности в этом сезоне выступила на чемпионате мира в Вене, где выиграла бронзовую медаль в безрульных четвёрках — уступила на финише канадским и американским спортсменкам.
Находясь в числе лидеров немецкой гребной команды, Мель благополучно прошла отбор на Олимпийские игры 1992 года в Барселоне — на сей раз в составе четырёхместного безрульного экипажа, куда также вошли гребчихи Аннетте Хон, Антье Франк и Бирте Зих, финишировала в финале третьей позади экипажей из Канады и США — тем самым завоевала бронзовую олимпийскую медаль. За это выдающееся достижение 23 июня 1993 года была награждена высшей спортивной наградой Германии «Серебряный лавровый лист».
После барселонской Олимпиады Габриэле Мель ещё в течение некоторого времени оставалась в составе немецкой национальной сборной и продолжала принимать участие в крупнейших международных регатах. Так, в 1993 году она выступила на чемпионате мира в Рачице, где заняла четвёртое место в программе распашных безрульных четвёрок.
В 1994 году на мировом первенстве в Индианаполисе показала четвёртый результат в распашных безрульных двойках. Вскоре по окончании этих соревнований приняла решение завершить спортивную карьеру.